# The Whole SHeBANG
The Whole SHeBANG è il primo album in studio del gruppo musicale statunitense SHeDAISY, pubblicato l'11 maggio 1999.

## Tracce
1. Little Good-Byes – 3:20 (Kenny Greenberg, Kristyn Osborn, Jason Deere)
2. I Will… But – 3:40 (Kristyn Osborn, Jason Deere)
3. This Woman Needs – 3:20 (Connie Harrington, Bonnie Baker, Kristyn Osborn)
4. Before Me and You" – 3:09 (Kristyn Osborn, Bonnie Baker, Jason Deere)
5. Lucky 4 You (Tonight I'm Just Me) – 4:00 (Coley McCabe, Kristyn Osborn, Jason Deere)
6. Still Holding Out for You – 4:21 (Richard Marx, Kristyn Osborn)
7. Punishment – 3:56 (Carolyn Dawn Johnson, Kristyn Osborn)
8. Cause I Like It That Way – 3:44 (Hollie Poole, Kristyn Osborn)
9. Without Your Love – 3:56 (Stephony Smith, Cathy Majeski, Kristyn Osborn)
10. A Night to Remember – 4:41 (Bob Farrell, Kristyn Osborn, Jason Deere)
11. Dancing with Angels – 4:57 (Austin Cunningham, Kristyn Osborn)

## Classifiche

### Classifiche settimanali
| Classifiche (2000) | Posizione massima |
| ------------------ | ----------------- |
| Stati Uniti        | 70                |

### Classifiche di fine anno
| Classifica (2000) | Posizione |
| ----------------- | --------- |
| Stati Uniti       | 95        |